# Rallye Sanremo 1978
Die 20. Rallye Sanremo war der 8. Lauf zur Rallye-Weltmeisterschaft 1978. Sie fand vom 3. bis zum 7. Oktober in der Region von Sanremo statt. Von den 55 geplanten Wertungsprüfungen wurde die WP 25 abgesagt.

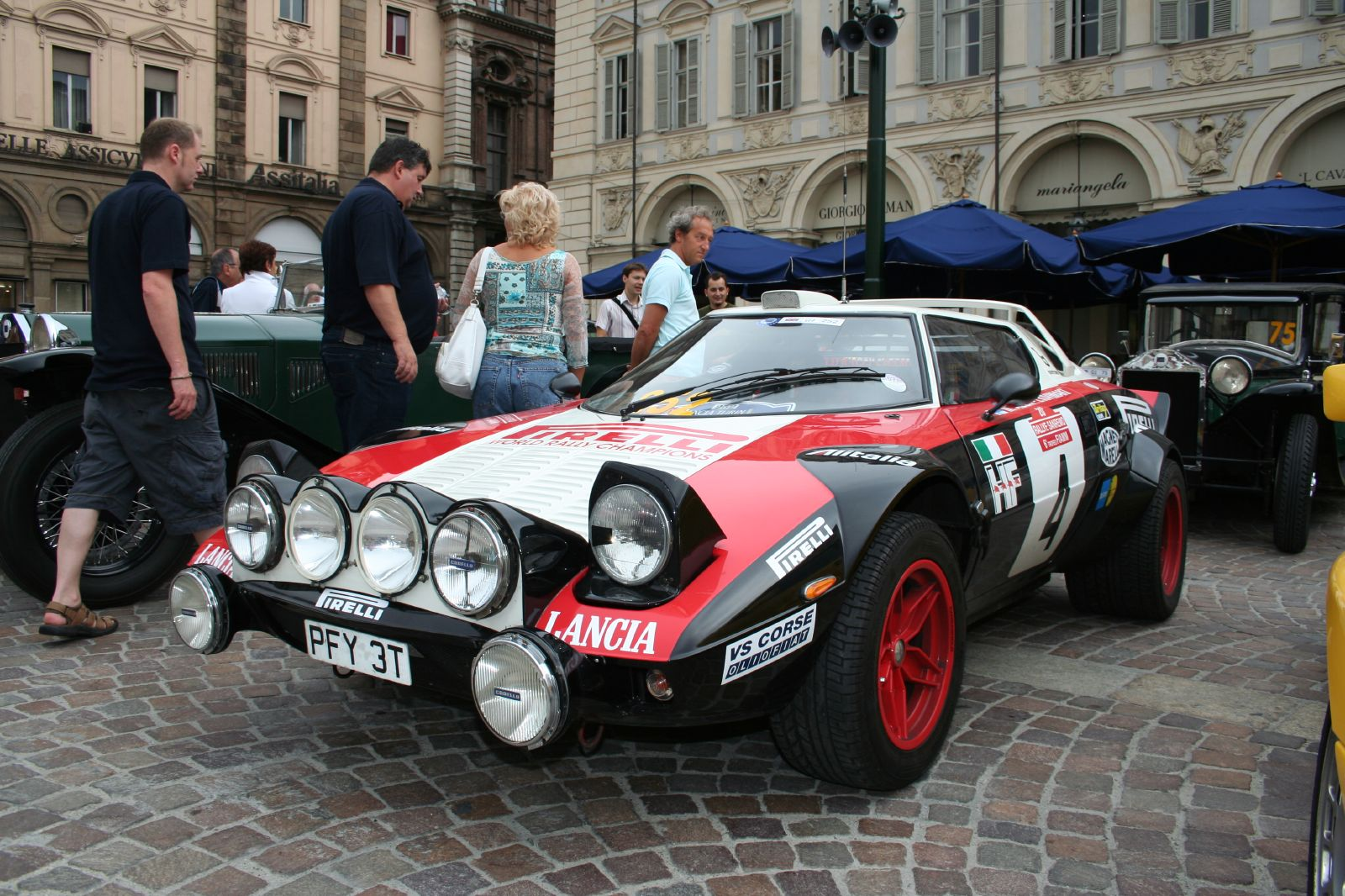
Der Lancia Stratos HF, das Siegerauto der Rallye Sanremo 1978.

## Bericht
Am Anfang des drittletzten Rallye-WM-Laufs im Jahre 1978 ging Walter Röhrl in Führung. Bereits in der zweiten Wertungsprüfung verunfallte der Fiat 131 Abarth. Da das Auto nicht mehr zu reparieren war, musste Röhrl früh aufgeben. Danach war der Weg frei zum Sieg für Markku Alén, diesmal mit einem Lancia Stratos unterwegs. Dank dem zweiten Rang von Maurizio Verini wurde Fiat zum zweiten Mal in der Firmengeschichte Marken-Rallye-Weltmeister, wie schon 1977. Vincent Francis belegte mit einem privat finanzierten Porsche 911SC den dritten Rang. Neben Röhrl gab es weitere bekannte Namen auf der Ausfall-Liste wie; Sandro Munari (Fiat/Unfall), Attilio Bettega (Lancia/Unfall) oder Raffaele Pinto (Ferrari/defekter Zündverteiler).

## Klassifikationen

### Endergebnis
| Rang | Fahrer             | Co-Pilot            | Auto                  | Zeit (Std./Min./Sek.) | Rückstand Sieger (Std./Min./Sek.) Rückstand V (Min./Sek.) |
| ---- | ------------------ | ------------------- | --------------------- | --------------------- | --------------------------------------------------------- |
| 1    | Markku Alén        | Ilkka Kivimäki      | Lancia Stratos HF     | 10:53:28              | 0:00:00 00:00                                             |
| 2    | Maurizio Verini    | Arnaldo Bernacchini | Fiat 131 Abarth       | 11:04:00              | 0:10:32 10:32                                             |
| 3    | Francis Vincent    | Willy Lux           | Porsche 911           | 11:10:31              | 0:17:03 06:31                                             |
| 4    | Alberto Brambilla  | Mirko Perissutti    | Porsche 911           | 11:27:52              | 0:34:24 17:21                                             |
| 5    | Mauro Pregliasco   | Vittorio Reisoli    | Alfa Romeo Alfetta GT | 11:30:48              | 0:37:20 02:56                                             |
| 6    | Angelo Presotto    | Max Sghedoni        | Ford Escort RS2000    | 11:46:17              | 0:52:49 15:29                                             |
| 7    | Christian Gardavot | Georges Otto        | Porsche 911           | 11:47:26              | 0:53:58 01:09                                             |
| 8    | Christian Lunel    | Denise Emmanuelli   | Opel Kadett GT/E      | 12:08:16              | 1:14:48 20:50                                             |
| 9    | Fabrizia Pons      | Gabriella Zappia    | Opel Kadett GT/E      | 12:10:12              | 1:16:44 01:56                                             |
| 10   | Charles Alberti    | 'Tout a Fond'       | Opel Kadett GT/E      | 12:30:56              | 1:37:28 20:44                                             |

Insgesamt wurden 44 von 121 gemeldeten Fahrzeuge klassiert:

### Herstellerwertung
| Pos. | Team    | Punkte |
| ---- | ------- | ------ |
| 1    | Fiat    | 116    |
| 2    | Opel    | 84     |
| 3    | Ford    | 82     |
| 4    | Porsche | 67     |
| 5    | Lancia  | 49     |

Die Fahrer-Weltmeisterschaft wurde erst ab 1979 ausgeschrieben.